# Aulamorphus hollisi
Aulamorphus hollisi es un coleóptero de la familia Chrysomelidae. Fue descrita científicamente por primera vez en 1897 por Jacoby.